# El Eubbad

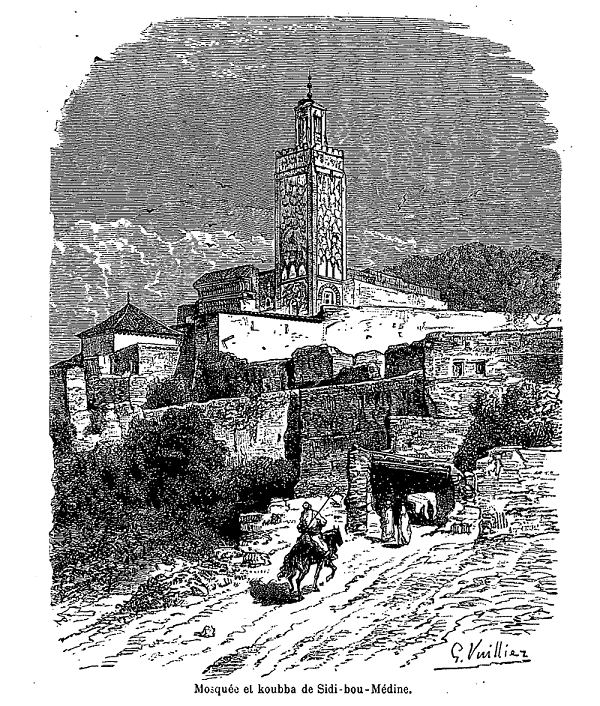
El Eubbad, Mesquita de Sidi Boumediene

El Eubbad é um arrebalde da cidade de Tremecém, na Argélia.
Como que suspensa dos flancos da montanha e imersa num mar de verdura, El Eubbad encontra-se numa localização extremamente pitoresca. Dispõe de cinco mesquitas com minarete e de um grande número de oratórios, onde uma população de ferventes muçulmanos oriunda de todas as partes do país exerce a sua piedade. Na sua extremidade oriental encontram-se os seus três principais monumentos, o túmulo de Sidi Boumediene, e a mesquita e madraça construídas em sua invocação. Foi aqui, a 13 de Novembro de 1197, que morreu Sidi Boumediene, santo patrono de Tremecém.